# Салинас, Хорхе (футболист)
Хорхе Мартин Салинас (исп. Jorge Martín Salinas; род. 6 мая 1992, Pirayú, Парагуари) — парагвайский футболист, полузащитник.

## Карьера
Хорхе начал карьеру в составе молодёжного клуба «Либертад», в составе которого находился с 2005 по 2009 год.

В 2009 году он перешел в состав словацкого футбольного клуба «Тренчин», в составе которого провел 3 года. За это время провел 66 матчей, в которых забил 14 мячей.
В 2012 году перешел в польский ФК «Легия», где за 1 год провел 13 матчей.

После игры в Словакии и Польши Хорхе вернулся в Парагвай. Где играл в футбольных клубах: «Атлетико 3 февраля», «Олимпия» и «Спортиво Лукеньо».

В 2017 году Хорхе перешел в состав японского футбольного клуба «ДЖЕФ Юнайтед Итихара Тиба».